# Der Skipper
Pour les articles homonymes, voir Skipper (homonymie).
Pour plus de détails, voir Fiche technique et Distribution.
Der Skipper est un film allemand réalisé par Peter Keglevic en 1990.

## Synopsis
Un skipper au bout du rouleau accepte d'emmener deux jolies filles en croisière pour un mois. Mais les relations entre les trois personnes vont devenir tendues à l'extrême.

## Fiche technique
- Titres anglais : Kill Cruise ou The Storm
- Scénario : Peter Keglevic
- Production : Rialto Film
- Durée : 98 min
- Pays : RFA
- Couleur
- Son : Dolby
- Classification : USA : R / RFA : 16

## Distribution
- Jürgen Prochnow : le skipper
- Patsy Kensit : Su
- Elizabeth Hurley : Lou
- Franz Buchrieser : tenancier du 'California'
- Grażyna Szapołowska : Mona